# Strawberry Shortcake's Berry Bitty Adventures
Strawberry Shortcake's Berry Bitty Adventures (titulada Rosita Fresita: Aventuras en Tutti Frutti o Frutillita: Aventuras en Tutti Frutti en Latinoamérica y Las nuevas aventuras de Tarta de Fresa en España) es una serie Infantil de televisión creada en 2010. La serie se trata de Las aventuras frecuentes en Tutti Frutti de Strawberry Shortcake, personaje creado por Mallory Lewis.

## Sinopsis
Strawberry Shortcake y sus amigas viven en un pequeño mundo que se extiende bajo las hojas de una huerta de bayas. Allí, ella y sus amigas tienen pequeños negocios e interactúan en aventuras divertidas y desafíos amistosos. En cada historia demuestran que incluso las niñas más pequeñas tienen grandes posibilidades.

## Personajes
- Rosita Fresita/Frutillita/Fresita/StrawberryShortcake(Según el País)
- Naranjita
- Ciruelita
- Morita
- Frambuesita
- Dulce de Limón
- Cerecita
- Huckleberry Pie
- Pastelito de Manzana
- Uvitas Dulce y Ácida
- Berrykins
- Berrykin Bloom
- Princesa Berrykin
- Jadeybug
- Berryking ED
- Cremita
- Pastelito

## Canciones
| Inglés                | Español                   |
| --------------------- | ------------------------- |
| "Berry" Best Friends  | Amigos Por Siempre        |
| Life is Sweet         | ¡Que dulce es vivir!      |
| Sunshine Girls        | Las chicas del sol        |
| Anything is Possible  | Todo es Posible           |
| The Real Music in You | La verdadera música en ti |

## Episodios
| Temporada | Temporada                             | Episodios                             | Estados Unidos         | Estados Unidos           | Latinoamérica           | Latinoamérica           | España               | España                |
| Temporada | Temporada                             | Episodios                             | Comienzo               | Final                    | Comienzo                | Final                   | Comienzo             | Final                 |
| --------- | ------------------------------------- | ------------------------------------- | ---------------------- | ------------------------ | ----------------------- | ----------------------- | -------------------- | --------------------- |
|           | Rosita Fresita: El Cielo es el Limite | Rosita Fresita: El Cielo es el Limite | 31 de julio de 2009    | 31 de julio de 2009      | 11 de diciembre de 2010 | 11 de diciembre de 2010 | 1 de enero de 2010   | 1 de enero de 2010    |
|           | 1                                     | 26                                    | 10 de octubre de 2010  | 15 de noviembre de 2010  | 15 de enero de 2011     | 9 de junio de 2012      | 2 de mayo de 2011    | 6 de junio de 2011    |
|           | 2                                     | 13                                    | 5 de noviembre de 2011 | 29 de marzo de 2012      | 15 de diciembre de 2012 | 9 de febrero de 2013    | 24 de marzo de 2012  | 5 de mayo de 2012     |
|           | 3                                     | 13                                    | 23 de febrero de 2013  | 11 de mayo de 2013       | 7 de junio de 2013      | 13 de agosto de 2013    | 3 de febrero de 2014 | 19 de febrero de 2014 |
|           | 4                                     | 13                                    | 20 de junio de 2015    | 12 de septiembre de 2015 | 18 de enero de 2016     | 29 de agosto de 2016    | 2017                 | 2017                  |

## Reparto

### Personajes Principales
| Personajes                | Actor de voz original (Canadá) | Actor de doblaje (Latinoamérica)                                        | Actor de doblaje (España) |
| ------------------------- | ------------------------------ | ----------------------------------------------------------------------- | ------------------------- |
| Rosita Fresita/Frutillita | Anna Cummer                    | Lileana Chacón                                                          | Cristina Yuste            |
| Rosita Fresita/Frutillita | Tracey Moore (Canciones)       | Lileana Chacón                                                          | Cristina Yuste            |
| Naranjita                 | Janyse Jaud                    | María José Estévez (1-3 Temp.)                                          | Olga Velasco              |
| Naranjita                 | Janyse Jaud                    | Mayela Pérez Ferrer (4 Temp.)                                           | Olga Velasco              |
| Dulce de Limón            | Andrea Libman                  | Rebeca Aponte (1 Temp.)                                                 | Pilar Martín              |
| Dulce de Limón            | Andrea Libman                  | Judith Noguera (2-3 Temp.)                                              | Pilar Martín              |
| Dulce de Limón            | Andrea Libman                  | Sixnalie Villalba (4 Temp.)                                             | Pilar Martín              |
| Morita                    | Britt McKillip                 | Leisha Medina                                                           | Blanca (Neri) Hualde      |
| Frambuesita               | Ingrid Neilson                 | Melanie Henríquez (1-3 Temp.)                                           | Ana Esther Alborg         |
| Frambuesita               | Ingrid Neilson                 | Mariangny Álvarez (4 Temp.)                                             | Ana Esther Alborg         |
| Ciruelita                 | Ashleigh Ball                  | Yensi Rivero (1 Temp.)                                                  | Beatriz Berciano          |
| Ciruelita                 | Ashleigh Ball                  | Adriana Tamayo (2 Temp.)                                                | Beatriz Berciano          |
| Ciruelita                 | Ashleigh Ball                  | Ivanna Ochoa (3-4 Temp.)                                                | Beatriz Berciano          |
| Ciruelita                 | Ashleigh Ball                  | Kelly Viloria (3 últimos episodios)                                     | Beatriz Berciano          |
| Cerecita/Jalea de Cereza  | Shannon Chan-Kent              | Stefany Villarroel                                                      | Ainhoa Martín             |
| Cerecita/Jalea de Cereza  | Victoria Duffield (Canciones)  | María José Estévez (Canciones) (2-3 Temp.) Stefany Villarroel (4 Temp.) | Ainhoa Martín             |
| Pastelito de Manzana      | Rebecca Shoichet               | Yojeved Meyer                                                           |                           |
| Uvita Dulce               | Andrea Libman                  | Karina Parra                                                            |                           |
| Uvita Ácida               | Diana Kaarina                  | Alix Ramírez                                                            |                           |
| Huckleberry Pie           | Aidan Drummond                 | David D'Urso                                                            |                           |

### Personajes Secundarios
| Personaje         | Actor/Actriz de voz original ( Estados Unidos) | Actor/Actriz de doblaje en Latinoamérica · ( Venezuela) | Actor de doblaje (España) |
| ----------------- | ---------------------------------------------- | ------------------------------------------------------- | ------------------------- |
| BerryKin Bloom    | Paul Dobson                                    | Luis Miguel Pérez (1-2 Temp.) Ángel Mujica (3-4 Temp.)  |                           |
| Princesa BerryKin | Andrea Libman                                  | Rocío Mallo                                             |                           |
| Señor Cara Larga  | Paul Dobson                                    | Rolman Bastidas                                         |                           |
| Kadiebug          | Ingrid Nilson                                  | Mariela Díaz                                            |                           |
| Sadiebug          | Janyse Jaud                                    | Aura Caamaño                                            |                           |
| Jadeybug          | Nicole Oliver                                  | Karina Parra                                            |                           |
| Cartero Jefe      | Scott McNeil                                   | Juan Guzmán (1 Temp.) Ángel Mujica (2-4 Temp.)          |                           |

### Personajes Recurrentes
| Personaje           | Actor/Actriz de voz original ( Estados Unidos) | Actor/Actriz de doblaje en Latinoamérica · ( Venezuela) | Actor de doblaje (España) |
| ------------------- | ---------------------------------------------- | ------------------------------------------------------- | ------------------------- |
| BerryKin rojo       | Sam Vincent                                    | Fernando Márquez                                        |                           |
| BerryKin Bill       | Paul Dobson                                    | Sergio Pinto                                            |                           |
| BerryKin Bruce      | Sam Vincent                                    | Juan Guzmán                                             |                           |
| BerryKin Ed         | Sam Vincent                                    | José Granadillo                                         |                           |
| BerryKin Earl       | Scott McNeil                                   | Roger Eliud López                                       |                           |
| Bebé BerryKin       | Andrea Libman                                  | Vanessa Aguilar                                         |                           |
| Bob                 | ??                                             | Ledner Belisario                                        |                           |
| Mavis Maraschino    | Katleen Barr                                   | Aura Caamaño                                            |                           |
| Bosley Polilla      | Paul Dobson                                    | Jhonny Torres                                           |                           |
| Dra. Hazel Nutby    | Nicole Oliver                                  | Lileana Chacón                                          |                           |
| BerryKin Bonnie     | Shannon Chan-Kent                              | Arelys González                                         |                           |
| Becky               | Katleen Barr                                   | Jorge Bringas                                           |                           |
| Reina de Berryvania | Katleen Barr                                   | Yasmil López                                            |                           |

## Cine
La película de Rosita Fresita: El cielo es el límite tiene lugar entre la estación y el piloto no emitido la primera temporada. Rosita Fresita y sus amigas deben encontrar una manera de salvar a su pueblo.
| Personaje                 | Actor/Actriz de voz original ( Estados Unidos) | Actor/Actriz de doblaje en Latinoamérica | Actor/Actriz de doblaje en Latinoamérica |
| Personaje                 | Actor/Actriz de voz original ( Estados Unidos) | ( Venezuela)                             | ( México)                                |
| ------------------------- | ---------------------------------------------- | ---------------------------------------- | ---------------------------------------- |
| Rosita Fresita/Frutillita | Anna Cummer                                    | Lileana Chacón                           | Christine Byrd                           |
| Rosita Fresita/Frutillita | Tracey Moore (Canciones)                       | Lileana Chacón                           | Christine Byrd                           |
| Naranjita                 | Janyse Jaud                                    | María José Estévez                       | Gaby Ugarte                              |
| Dulce de Limón            | Andrea Libman                                  | Rebeca Aponte                            | Karla Falcón                             |
| Morita                    | Britt McKillip                                 | Leisha Medina                            | Maggie Vera                              |
| Frambuesita               | Ingrid Neilson                                 | Melanie Henríquez                        | Rossy Aguirre                            |
| Ciruelita                 | Ashleigh Ball                                  | Yensi Rivero                             | Elsa Covián                              |
| Señor Cara Larga          | Paul Dobson                                    | Rolman Bastidas                          | Arturo Mercado                           |
| Princesa BerryKin         | Andrea Libman                                  | Rocío Mallo                              |                                          |

## Emisión internacional
| País           | Cadena                      | Año                                          |
| -------------- | --------------------------- | -------------------------------------------- |
| Latinoamérica  | Playhouse Disney Channel    | 20 de septiembre de 2010-31 de marzo de 2011 |
| Latinoamérica  | Disney Junior Latinoamérica | 1 de abril de 2011-31 de agosto de 2014      |
| Latinoamérica  | Discovery Kids              | 27 de octubre de 2014-13 de abril de 2019    |
| Latinoamérica  | Discovery Kids              | 2 de febrero de 2015-presente                |
| Estados Unidos | Hub Network                 | 10 de octubre de 2010-13 de octubre de 2014  |
| Estados Unidos | Discovery Family            | 13 de octubre de 2014-presente               |
| Estados Unidos | Discovery familia           | 14 de septiembre de 2015-presente            |